# Stoute kinderenhuis
Het Stoute kinderenhuis is een gedicht uit 1951 van Annie M.G. Schmidt dat was opgenomen in de verzamelbundel Dit is de spin Sebastiaan, met allerlei gedichten en verhalen van de schrijfster.

## Samenvatting van het gedicht
Het gedicht gaat over een tuchthuis voor stoute kinderen. Het Stoute kinderenhuis is een groot vrijstaand huis gelegen aan de weg naar Hellemanssluis. Er verblijven daar meer dan 100 stoute kinderen. Al deze kinderen doen allemaal heel stoute dingen zoals heel hard schreeuwen van hoe en hei. Ook zingen ze heel hard. Halverwege het gedicht wordt de vraag gesteld of er geen meester aanwezig is om de orde te handhaven. Jazeker, deze blijkt er wel degelijk te zijn namelijk meester Joachim Bedewaard. Deze al wat oudere meester heeft een heel lange griezelige baard. Hij kan echter de orde niet handhaven ondanks dreigementen dat de kinderen bengels en vlegels waren en dat ze allemaal  honderd strafregels zouden krijgen. De stoute kinderen trekken zich hier echter niets van aan en roepen beh. Er wordt hier schande van gesproken maar de stoute kinderen gaan toch hun eigen gang en lopen joelend over de oprijlaan, waarbij ze aldoor aan de baard van de meester Joachim Bedewaard trekken. Ook klimmen ze in bomen, hangen aan rekken, tieren, gillen en schreeuwen als gekken. Aan het eind van het gedicht wordt de vraag gesteld aan de kinderen die het gedicht lezen of zij daar ook niet thuis horen in dat stoute kinderenhuis. De vraag wordt dan opgelaten met ja... of nee hoor!.

## Gedachte achter het gedicht
De schrijfster wilde laten zien waar stoute kinderen terechtkwamen als ze alsmaar stoute dingen bleven doen en had dus de intentie om kinderen niet stout te laten zijn.  

## Trivia
- Hellemanssluis is door de schrijfster zelf bedacht omdat de plaatsnaam moest rijmen op 'huis' en ze de plaatsnaam Hellevoetsluis niet in diskrediet wilde brengen waarvan de naam Hellemanssluis is afgeleid.
- De naam van de meester, Joachim Bedewaard, is bedacht omdat de naam moest rijmen op 'baard'.